# Johanna Wilk-Mutard
Johanna Wilk-Mutard (* 9. Juli 1935 in Wien) ist eine österreichische Balletttänzerin, Schauspielerin, Tanzpädagogin und Inhaberin einer Ballettschule in Linz.

## Ausbildung und Tanz-Engagements
Nach der Ballettausbildung an den Ballettschulen der Wiener Staatsoper und der Grazer Oper sowie bestandener Ballett-Reifeprüfung wurde sie in der Zeit zwischen 1952 und 1961 an den Theatern in Graz, Klagenfurt,  Karlsruhe und auch am Landestheater Linz als Tänzerin und Solistin engagiert. Von 1955 bis 1959 war sie Tänzerin und Solistin des Österreichischen Fernsehballetts mit Live-Auftritten im österreichischen und deutschen Fernsehen.

## 1. Linzer Ballettschule und Ballett-Institut mit öffentl.Recht
1957 eröffnete sie in Linz die 1. Linzer Ballettschule.
Nach Ablegung der Ballett-Trainerprüfung nach Russischer Schule startete sie 1975 das Ballett-Institut als Berufsbildende Schule mit Öffentlichkeitsrecht, gründete 1976 das Linzer City Ballett und veranstaltete 1977 erstmals die Linzer Ballett-Tage. Mitglieder des von ihr gegründeten Show Dance Club Linz konnten in den Jahren 1990 bis 2004 mehrere österreichische und europäische Meistertitel erringen.

## Auszeichnungen und Ehrungen
- Silbernes Ehrenzeichen für Verdienste um die Republik Österreich (1979)
- Ehrenzeichen des Landes Oberösterreich (1983)
- Kulturmedaille der Stadt Linz (1983)
- Kulturmedaille des Landes Oberösterreich (2005)[4]
- Verleihung des Berufstitels Professor (1986)
- Verdienstzeichen der österreichischen Volkshochschulen (1986)
- Sport-Ehrenzeichen der Stadt Linz